# Bart Herman
Bartje Pol Frans (Bart) Herman (Wevelgem, 14 februari 1959) is een Belgische zanger en songwriter, vooral bekend om zijn hit Ik ga dood aan jou (1993).

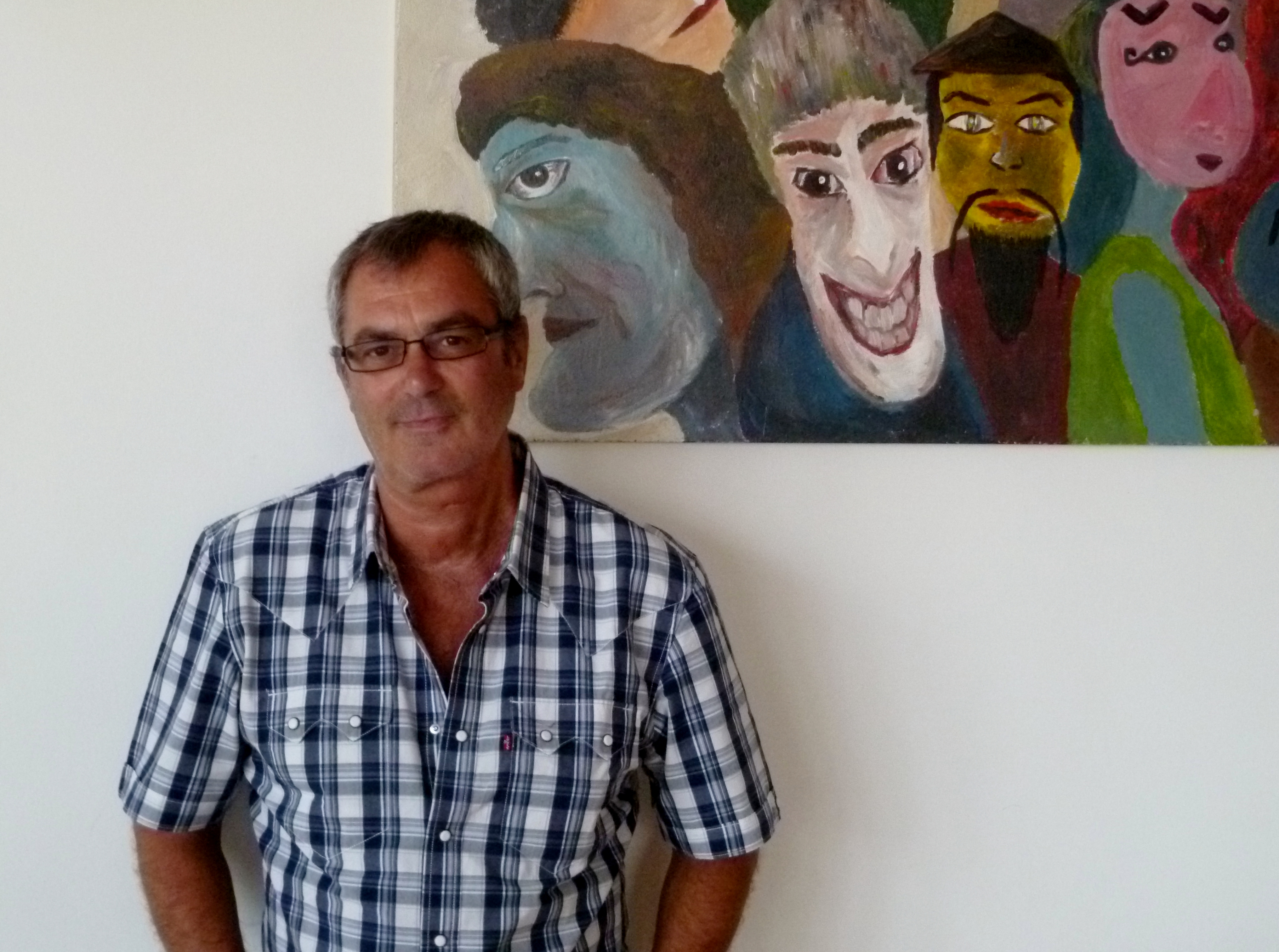
Bart Herman (2011)

## Biografie
Bart Herman volgde secundair onderwijs opeenvolgend in Kortrijk, Sint-Niklaas en Wetteren. Daarna studeerde hij Germaanse filologie aan de KU Leuven, maar na zijn studie koos hij net zoals zijn vader, grootvader en overgrootvader voor muziek. Tijdens en even na zijn legerdienst bleef hij daar actief als entertainer. Tussen 1984 en 1989 had hij verschillende banen. Hij was vertaler aan de universiteit, reisorganisator en reisbegeleider.
Uiteindelijk waagde Bart Herman zijn kans als singer-songwriter in Noord- en Zuid-Amerika. Vervolgens werd hij entertainer aan boord van het cruiseschip SS Victoria en deed zo Noord-Europa aan. Tijdens een tussenstop in Amsterdam in de eerste maanden van 1990 deed hij een optreden in België (Brussel) en er werd hem na een optreden een platencontract aangeboden, zodat hij in eigen land verder kon gaan. Zijn eerste plaat, Wat ik voel, werd een hitje in Nederland. 
In 1993 deed hij mee aan Eurosong, de Vlaamse voorronde voor het Eurovisiesongfestival, met het nummer Ik ga dood aan jou. Hij won niet, maar de single werd desondanks zijn eerste grote hit. Het daaropvolgende album Metropool was eveneens succesvol en behaalde moeiteloos goud.
Intussen groeide Herman uit tot een veelgevraagd artiest met een eigen muziekgenre: een mengeling van luisterlied, rock-'n-roll, Tex-mex en Latin-ballades. Samen met Barbara Dex zong hij in 2008 het Gordellied van De Gordel, getiteld Onderweg met jou. Hij werd meermaals gevraagd voor musicalrollen (zoals de rol van Pontius Pilatus in de musical Jesus Christ Superstar) en ging op tournee met de kleinkunstenaar Dimitri van Toren. Bart Herman maakt ook zijn eigen theaterprogramma's, zoals Gele rozen en Ver gezicht. Ook op televisie was hij regelmatig te zien, zoals in het spelprogramma De Drie Wijzen, Kriebels met Koen Wauters en de tv-reeksen Spoed en Wittekerke. Hij trad in 1996 ook op als presentator in het showprogramma Doet-ie 't of doet-ie 't niet op VT4.

### Liedjesschrijver
Naast zanger is Bart Herman ook een auteur-componist. Naast het schrijven van zijn eigen teksten vertaalt hij ook liedjesteksten uit het Engels, Frans, Duits en Spaans naar het Nederlands, die dan gebruikt worden door hemzelf en door vele andere zangers. Artiesten voor wie Bart Herman meerdere liedjes heeft geschreven, zijn onder andere: Davy Gilles, Garry Hagger, Jo Vally, Liliane Saint-Pierre, Lisa del Bo, Luc Steeno, Nicole en Hugo, Willy Sommers en Wim Leys.

## Trivia
- Louis Neefs zong in 1979 het liedje Annelies, uit Sas van Gent. Herman zingt hier een vervolg over in Annelies, het weerzien.[1]

- Drie liedjes van Bart Herman werden tijdens Radio 2 Zomerhit onderscheiden in de categorie "Beste Nederlandstalige lied": Ik ga dood aan jou in 1993, Ilona in 1994 en Slaap mijn kind in 2001.

## Hitnoteringen

### Albums
| Album met hitnotering(en) in de Vlaamse Ultratop 200 albums | Datum van verschijnen | Datum van binnenkomst | Hoogste positie | Aantal weken | Opmerkingen   |
| ----------------------------------------------------------- | --------------------- | --------------------- | --------------- | ------------ | ------------- |
| Aquarius                                                    | 1995                  | 03-06-1995            | 32              | 2            |               |
| Café de la gare                                             | 1997                  | 01-03-1997            | 27              | 9            |               |
| De slag van mijn hart                                       | 1997                  | 06-12-1997            | 34              | 5            |               |
| Verzameld                                                   | 2001                  | 12-05-2001            | 4               | 8            | Verzamelalbum |
| Ver gezicht                                                 | 2002                  | 16-03-2002            | 20              | 7            |               |
| De singles                                                  | 2004                  | 10-04-2004            | 91              | 2            | Verzamelalbum |
| Tuimelkruid                                                 | 2005                  | 16-04-2005            | 21              | 17           |               |
| Schatterhand                                                | 2007                  | 19-05-2007            | 70              | 5            |               |
| Uit de mist                                                 | 13-02-2009            | 28-02-2009            | 83              | 2            | Verzamelalbum |
| Vlinders, passie, stille tranen...                          | 21-01-2010            | 29-01-2011            | 32              | 23           | Verzamelalbum |
| Drie akkoorden en de waarheid                               | 10-02-2012            | 18-02-2012            | 16              | 76           |               |
| Bartje zoekt het geluk                                      | 12-02-2014            | 14-02-2014            | 17              | 63           |               |
| Gele rozen - de grootste hits verzameld                     | 12-05-2016            | 21-05-2016            | 42              | 24           | Verzamelalbum |
| In mijn element                                             | 02-09-2016            | 10-09-2016            | 13              | 33           |               |
| Tussen ons gezegd en gezongen                               | 28-09-2018            | 06-10-2018            | 31              | 15           |               |
| De weg                                                      | 13-11-2020            | 21-11-2020            | 39              | 7            |               |
| Volwassen en gestreken                                      | 09-09-2022            | 17-09-2022            | 21              | 7            |               |

### Singles
| Single met eventuele hitnotering(en) in de Nederlandse Top 40 | Datum van verschijnen | Datum van binnenkomst | Hoogste positie | Aantal weken | Opmerkingen                           |
| ------------------------------------------------------------- | --------------------- | --------------------- | --------------- | ------------ | ------------------------------------- |
| Man in de spiegel                                             | 2014                  | -                     |                 |              | met 3js / Nr. 74 in de Single Top 100 |

| Single met hitnotering(en) in de Vlaamse Ultratop 50 | Datum van verschijnen | Datum van binnenkomst | Hoogste positie | Aantal weken | Opmerkingen                                             |
| ---------------------------------------------------- | --------------------- | --------------------- | --------------- | ------------ | ------------------------------------------------------- |
| Marie-Christine                                      | 1992                  | 07-03-1992            | 35              | 1            |                                                         |
| Ik ga dood aan jou                                   | 1993                  | 24-04-1993            | 12              | 13           | Nr. 1 in de Vlaamse Top 10                              |
| Ogen van lood                                        | 1997                  | 01-02-1997            | tip6            | -            |                                                         |
| Als je morgen weggaat                                | 1997                  | 15-11-1997            | tip17           | -            |                                                         |
| Kijk es in de spiegel                                | 2000                  | 23-09-2000            | tip16           | -            | met Dimitri van Toren                                   |
| Slaap mijn kind                                      | 2001                  | 10-02-2001            | 29              | 12           | Nr. 5 in de Radio 2 Top 30 / Nr. 1 in de Vlaamse Top 10 |
| Zonder meer te mooi                                  | 2005                  | 26-03-2005            | tip10           | -            |                                                         |
| Vlinders, passie, stille tranen                      | 03-05-2010            | 21-08-2010            | tip33           | -            |                                                         |
| Annelies, het weerzien                               | 04-10-2010            | 04-12-2010            | tip32           | -            |                                                         |
| Lied van de sterren                                  | 11-03-2011            | 30-04-2011            | tip42           | -            | met Nico Mattan                                         |
| Maanlicht op de zee                                  | 03-10-2011            | 17-12-2011            | tip59           | -            |                                                         |
| Als je weer wakker wordt                             | 09-01-2012            | 28-01-2012            | tip44           | -            |                                                         |
| Ode aan de zon                                       | 2012                  | 18-08-2012            | tip70           | -            |                                                         |
| Laat haar gaan                                       | 2013                  | 29-06-2013            | tip31           | -            |                                                         |
| Man in de spiegel                                    | 2013                  | 02-11-2013            | tip22           | -            | met 3JS                                                 |
| Op dertien                                           | 2014                  | 07-02-2014            | tip36           | -            |                                                         |
| Mijn prachtige Vlaanderen                            | 2014                  | 22-03-2014            | tip18           | -            | Nr. 9 in de Vlaamse Top 50                              |
| Bartje (is een leuke naam)                           | 2014                  | 31-05-2014            | tip27           | -            | Nr. 5 in de Vlaamse Top 50                              |
| Zusterliefde                                         | 2014                  | 04-10-2014            | tip25           | -            | Nr. 11 in de Vlaamse Top 50                             |
| Mama, moeke, ma                                      | 05-01-2015            | 17-01-2015            | tip28           | -            | Nr. 9 in de Vlaamse Top 50                              |
| Den 1ste pieper                                      | 30-01-2015            | 14-02-2015            | tip37           | -            | Nr. 15 in de Vlaamse Top 50                             |
| Een nieuwe hemel                                     | 29-08-2015            | 12-09-2014            | tip35           | -            | Nr. 15 in de Vlaamse Top 50                             |
| De geest van de High Chaparral                       | 05-02-2016            | 13-02-2016            | tip             | -            | Nr. 17 in de Vlaamse Top 50                             |
| Cadeau voor mama                                     | 06-05-2016            | 21-05-2016            | tip16           | -            | Nr. 18 in de Vlaamse Top 50                             |
| In mijn element                                      | 08-09-2016            | 17-09-2016            | tip4            | -            | Nr. 6 in de Vlaamse Top 50                              |
| Voor jou                                             | 02-01-2017            | 21-01-2017            | tip18           | -            | Nr. 9 in de Vlaamse Top 50                              |
| Vrienden van de rock & roll                          | 17-04-2017            | 29-04-2017            | tip12           | -            | Nr. 5 in de Vlaamse Top 50                              |
| Geen goed idee                                       | 01-09-2017            | 16-09-2017            | tip17           | -            | Nr. 11 in de Vlaamse Top 50                             |
| Lieve Lona                                           | 12-01-2018            | 20-01-2018            | tip33           | -            | Nr. 13 in de Vlaamse Top 50                             |
| Als de weerlicht                                     | 20-04-2018            | 28-04-2018            | tip26           | -            | Nr. 11 in de Vlaamse Top 50                             |
| Parijs of Barcelona                                  | 15-06-2018            | 14-07-2018            | tip             | -            | Nr. 26 in de Vlaamse Top 50                             |
| Elitesoldaat                                         | 31-08-2018            | 08-09-2018            | tip39           | -            | Nr. 15 in de Vlaamse Top 50                             |
| Heb jij dat ook?                                     | 18-01-2019            | 26-01-2019            | tip2            | -            | met Marcel de Groot / Nr. 2 in de Vlaamse Top 50        |
| Op het eerste gezicht                                | 10-05-2019            | 25-05-2019            | tip32           | -            | Nr. 20 in de Vlaamse Top 50                             |
| De klok tikt door                                    | 20-09-2019            | 28-09-2019            | tip15           | -            | met Lindsay Nr. 11 in de Vlaamse Top 50                 |
| Vlinder in de sneeuw                                 | 15-11-2019            | 28-12-2019            | tip             | -            |                                                         |
| Franke Francine                                      | 10-01-2020            | 11-01-2020            | tip19           | -            | Nr. 15 in de Vlaamse Top 50                             |
| Bleke Lena                                           | 24-04-2020            | 02-05-2020            | tip12           | -            | Nr. 12 in de Vlaamse Top 50                             |
| iPhone blues                                         | 19-06-2020            | 27-06-2020            | tip40           | -            | Nr. 23 in de Vlaamse Top 50                             |
| Victoria                                             | 04-09-2020            | 12-09-2020            | tip44           | -            | Nr. 21 in de Vlaamse Top 50                             |
| Tussen ons                                           | 29-01-2021            | 20-02-2021            | tip             | -            |                                                         |

## Discografie (albums)
- Metropool (1993)

1. Alles valt stil
2. Angela
3. Metro
4. Ilona
5. Pak me vast
6. Jij bleef waar je was
7. De brug
8. Nooit
9. Ik ga dood aan jou
10. Metropool
11. Epiloog
- Aquarius (1995)

1. Waterman
2. Spelen maakt me moe
3. Zonder jou
4. Foto's
5. Het is voorbij
6. Zeg me waar ik sta
7. Tranen om mijn lief
8. Alleen omdat
9. Vannacht
10. Lang voorbij
11. Morgenvroeg
12. Stil
- Café de la gare (1997)

1. Ik zie je graag
2. Wat ik voel
3. Lieve dromer
4. Ogen van lood (vertaling van Les yeux revolver van Marc Lavoine)
5. Caféde la gare
6. Als ik drink
7. De weg
8. De waanzin van de leugen
9. Mijn hart is nu van jou
10. Maybelle
11. Is het nodig
12. Z'is in mijn hoofd
- De slag van mijn hart (1997) (vertalingen van het werk van Jean-Jacques Goldman)

1. Ga je met me mee (Est-ce que tu me suis ?, oorspronkelijk gezongen door Florent Pagny)
2. Lara (Laura, oorspronkelijk gezongen door Johnny Hallyday)
3. Gedicht in de nacht (Encore un matin)
4. Zes uur 's ochtends (J'la croise tous les matins, oorspronkelijk gezongen door Johnny Hallyday)
5. De slag van mijn hart (Destin, oorspronkelijk gezongen door Céline Dion)
6. Zoals jij (Comme toi)
7. Als je morgen weggaat
8. Ik wil jou niet kwijt
9. Ik loop alleen (Je marche seul)
10. Ik ken niet eens jouw naam (J'oublierai ton nom, oorspronkelijk gezongen door Johnny Hallyday en Carmel)
11. De vogels op haar balkon (La vie par procuration)
12. Vertrouwelijk
- Hacienda (1999)

1. Een dag als deze
2. Ik kom wel terecht
3. Hacienda
4. Ik maak mij geen zorgen
5. Ma
6. Blijf hier vannacht
7. Alleen vooruit
8. Zolang als ik leef
9. Waarom zo vlug
10. Het is beter dat ze gaat
11. In het midden van de woestijn
- Verzameld (2001, verzamelalbum)

1. Alles valt stil
2. Ogen van lood
3. Ik ga dood aan jou
4. Foto's
5. Metropool
6. De vogels op haar balkon
7. Stil
8. Wat ik voel
9. Lieve dromer
10. Ilona
11. Als ik drink
12. De weg
13. Zes uur 's ochtends
14. Mijn hart is nu van jou
15. Zolang als ik leef
16. Hacienda
17. Ma
18. Vertrouwelijk
19. Slaap mijn kind
- Ver gezicht (2002)

1. Herfst
2. Gele rozen
3. Lieve Lieve
4. Mama, je hebt gisteren gehuild
5. Nog even blijven
6. Valentijn
7. Dat lief van mij
8. Wie ben ik
9. Slaap mijn kind
10. Vergezicht café
11. Liefdeskind
12. Mag ik komen in je dromen
13. Herfst (met Francis Goya)
- Bartstocht (langs route 44) (2003)

1. Terwijl ik stil de stad verlaat
2. Gitana Maria
3. Regen
4. Elite soldaat
5. Kleine Toby
6. Zon in Avalon
7. Zijde
8. In het kruis getast
9. Echtgenoten
10. Talentenscout
11. Route 44 (Leven in het rood)
12. Zomeravondje uit
- De singles (2004, verzamelalbum)

1. Ik ga dood aan jou
2. Wat ik voel
3. Pak me vast
4. Marie-Christine
5. Jij bleef waar je was
6. Ilona
7. Nooit
8. Foto's
9. 't Is voorbij
10. Lieve dromer
11. Ogen van lood
12. Als ik drink
13. Mijn hart is nu van jou
14. Als je morgen weggaat
15. Zoals jij
16. Lara
17. Ma
18. Zolang als ik leef
19. Blijf hier vannacht
20. I would die for you (bonustrack)
- Tuimelkruid (2007)

1. Zonder meer te mooi
2. O.K. ik droom
3. Goed bedoeld
4. Jouw besluit
5. Overdosis jou
6. Tammy komt er aan
7. Voor eeuwig en altijd
8. Kom je
9. Ti vorrei
10. Een vrouw als zij
11. Gele rozen
12. Op de radio
- Schatterhand (2007)

1. Van de wijs
2. Naar de kroon
3. Winterslaap
4. Tussen de oren
5. De zus van Godelieve
6. Stierlijk dood
7. Vogelvrij vannacht
8. Jij
9. Kathleen
0. Rumba voor Selena
11. Pistols at dawn
12. Reservaat
- Uit de mist (2008, verzamelalbum)

1. Goed bedoeld
2. Regen
3. Naar de kroon
4. Mama, je hebt gisteren gehuild
5. Route 44 (Leven in het rood)
6. Voor eeuwig en altijd
7. De zus van Godelieve
8. Zonder meer te mooi
9. Slaap mijn kind
10. Pistols at dawn
11. Elite soldaat
12. Zijde
13. Tussen de oren
14. Gele rozen
15. Nog even blijven
16. Herfst
17. Een vrouw als zij
18. Ik ga dood aan jou (met Dirk Schreurs)
19. Onderweg met jou (Gordellied 2008, met Barbara Dex)
- Vlinders, passie, stille tranen... (2010, verzamelalbum)

1. Vlinders, passie, stille tranen
2. Annelies, het weerzien
3. Gele rozen
4. Slaap mijn kind
5. Lang voorbij
6. Zonder jou
7. Zijde
8. Mijn hart is nu van jou
9. Zolang als ik leef
10. Alleen vooruit
11. Morgenvroeg
12. Ik ga dood aan jou
13. Guess things happen that way
- Drie akkoorden en de waarheid (2012)

1. Als je weer wakker wordt
2. Jouw gezicht
3. Laat me nooit alleen
4. Eddy (een eerbetoon aan Eddy Wally)
5. Maanlicht op de zee
6. Friends Forever
7. Geen zomer zonder jou
8. Wetteren Passerelle
9. Diep in je hart
10. Ode aan de zon
11. Vader
12. Señorita Zita
- Bartje zoekt het geluk (2014)

1. Bartje (is een leuke naam)
2. Op dertien
3. Laat haar gaan
4. Mama moeke ma
5. Bella Puglia
6. Man in de spiegel (met 3JS)
7. Een nieuwe hemel
8. Mijn prachtige Vlaanderen
9. Aanzoek
10. Zusterliefde
11. Bij het buitengaan
12. 't Zwin deur de bjetten
- Gele rozen - De grootste hits verzameld (2016, verzamelalbum)

1. Ga je met me mee
2. Alles valt stil
3. Ik ga dood aan jou
4. Ilona
5. Lieve dromer
6. Ogen van lood
7. Gele rozen
8. Slaap mijn kind
9. Mijn hart is nu van jou
10. Zolang als ik leef
11. Herfst
12. Zijde
13. Vergezicht café
14. Mama, je hebt gisteren gehuild
15. Ti vorrei
16. Ma
17. Vlinders, passie, stille tranen
18. Annelies, het weerzien
19. Den 1ste pieper
20. Cadeau voor mama (bonustrack)
- In mijn element (2016)

1. In mijn element
2. Voor jou
3. Cadeau voor mama
4. 3/9
5. Het huis
6. Lieve Lona
7. Geen goed idee
8. De geest van de High Chaparral
9. Dag mijn vriend
10. Vrienden van de rock & roll
- Tussen ons gezegd en gezongen (2018)

1. Als de weerlicht
2. Tussen ons
3. Franke Francine
4. Elitesoldaat
5. Op het eerste gezicht
6. Vlinder in de sneeuw
7. iPhone blues
8. Parijs of Barcelona
9. Victoria
10. Ooit
- De weg (2020) (nieuw opgenomen akoestische versies van oude nummers)

1. De weg
2. Gele rozen
3. Ik ga dood aan jou
4. Slaap mijn kind
5. Ogen van lood
6. Als je weer wakker wordt
7. Ilona
8. Herfst
9. Vlinders, passie, stille tranen
10. Zolang als ik leef
11. Maanlicht op de zee
12. Zijde
- Volwassen en gestreken (2022)

1. Volwassen en gestreken
2. Dame blanche of crème brûlée
3. Meisje van de drummer
4. Jij laat me niet los (een eerbetoon aan Wim De Craene)
5. Zomer 2020
6. Woorden voor jou
7. Voor Sandra
8. Het ritme van de trein
9. Zolang de zon nog schijnt
10. Heb jij dat ook? (met Marcel de Groot)
11. Doad van gie